# Miss Lala au Cirque Fernando
Miss Lala au Cirque Fernando (Nederlands: Miss Lala in het circus Fernando) is een schilderij van de Franse kunstschilder Edgar Degas uit 1879, olieverf op doek, 117,2 x 77,5 centimeter groot. Het toont een trapezewerkster in en Parijs circustheater, tegen de achtergrond van een koepelconstructie, in een afgewogen compositie. Het schilderij bevindt zich thans in de National Gallery te Londen.

## Context
Het in 1875 opgerichte Circus Fernando aan de Place Fodrot te Montmartre, in 1890 omgedoopt tot Circus Medrano, had een grote aantrekkingskracht op Degas. Tussen 19 en 25 januari 1879 bezocht hij de gelegenheid minstens vier keer om de mulattin Miss Lala te zien, die er optrad als trapezewerkster. Haar hoofd-act bestond eruit dat ze, met de knieën aan de trapeze hangend, een geschut afvuurde, bevestigd aan een ketting die ze met haar tanden vasthield. Degas schilderde haar hier in een andere act, waarbij ze zich omhoog liet takelen aan een touw dat ze opnieuw alleen vasthield met haar tanden.

## Momentopname
Degas is vooral bekend geworden om zijn weergave van het toevallige en het vluchtige: een stijlaspect dat hij had overgenomen van de fotografiekunst. Ook in Miss Lala au Cirque Fernando is die aandacht voor het voorbijgaande herkenbaar en voor de schijnbaar willekeurige keuze van het moment. Later echter zou uit de talloze schetsen die hij naliet blijken hoe nauwgezet hij elke compositie voorbereidde en uiteindelijk uitwerkte. Ook van Miss Lala au Cirque Fernando zijn diverse studies bekend van zowel Miss Lala als het koepelwerk afzonderlijk, welke twee thema's hij in het uiteindelijke werk op afgewogen wijze in elkaar schoof. Zijn studies tonen ook zijn grote aandacht voor de tekenkunst, waarin hij onder de impressionisten eigenlijk alleen een evenknie vond in Édouard Manet en wellicht ook in zijn pupil Mary Cassatt.

## Afbeelding
Degas toont zich in zijn weergave van Miss Lala au Cirque Fernando nauwelijks geïnteresseerd in de atmosfeer van het circus of de bijzonderheid van de act. Hij concentreert zich volledig op de compositie en het totaalbeeld, waarbij hij de figuur en de achtergrond van de koepel zorgvuldig in elkaar laat overlopen. Zelfs het touw vanuit het tegenwicht, dat het beeld verticaal doorsnijdt, maakt deel uit van de vlakverdeling. Het publiek is nergens te zien. Miss Lala wordt asymmetrisch decentraal afgebeeld vanuit een gezichtshoek stijl van onderen, vergelijkbaar met wat in de Barokke plafondschilderkunst wel Di sotto in sù werd genoemd. De plaatsing van de figuur binnen de context van de koepel, in lijn met een der pilasters, versterkt het perspectivisch bereik en het gevoel van authenticiteit van de afbeelding. Lala's rechterarm en de onderbenen zijn exact in lijn met de diagonale belijningen in de galerij en op het plafond. De beweging van de acrobate lijkt gericht naar rechts omhoog, naar het centrumpunt van de koepel. Bijna lijkt het alsof ze ernaartoe zweeft. Tegelijkertijd echter geeft het tafereel een gevoel van stabiliteit, gecreëerd door de parallelle belijningen, versterkt door de voeten van Lala die optisch lijken te steunen tegen de wand. Degas zocht vaker dit soort contrasten, waarmee hij zijn werk een extra spanning verleend.

## Studies

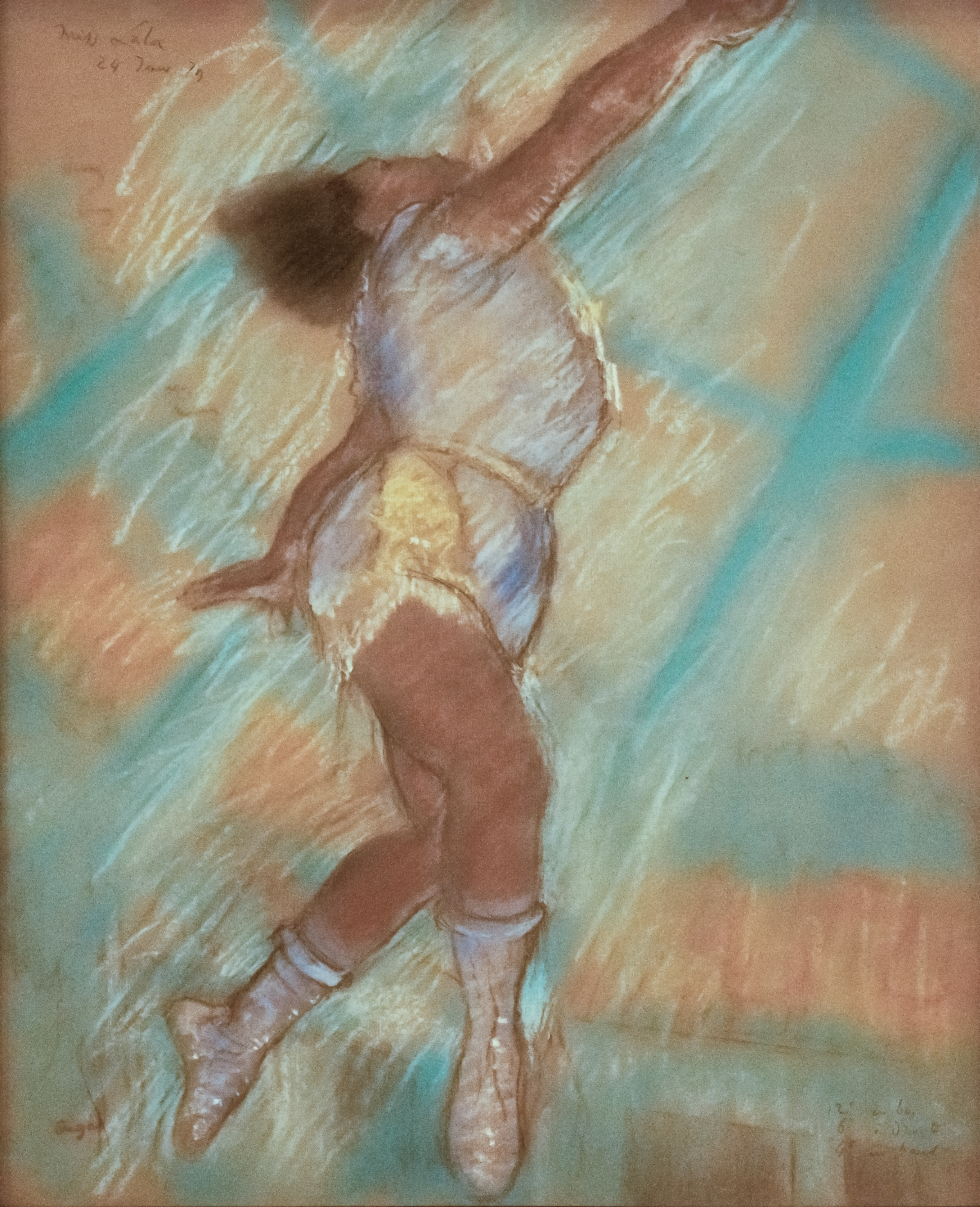
Studie van Lala in pastel
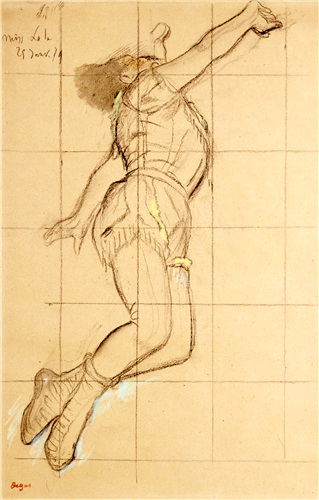
Tekenstudie van Lala
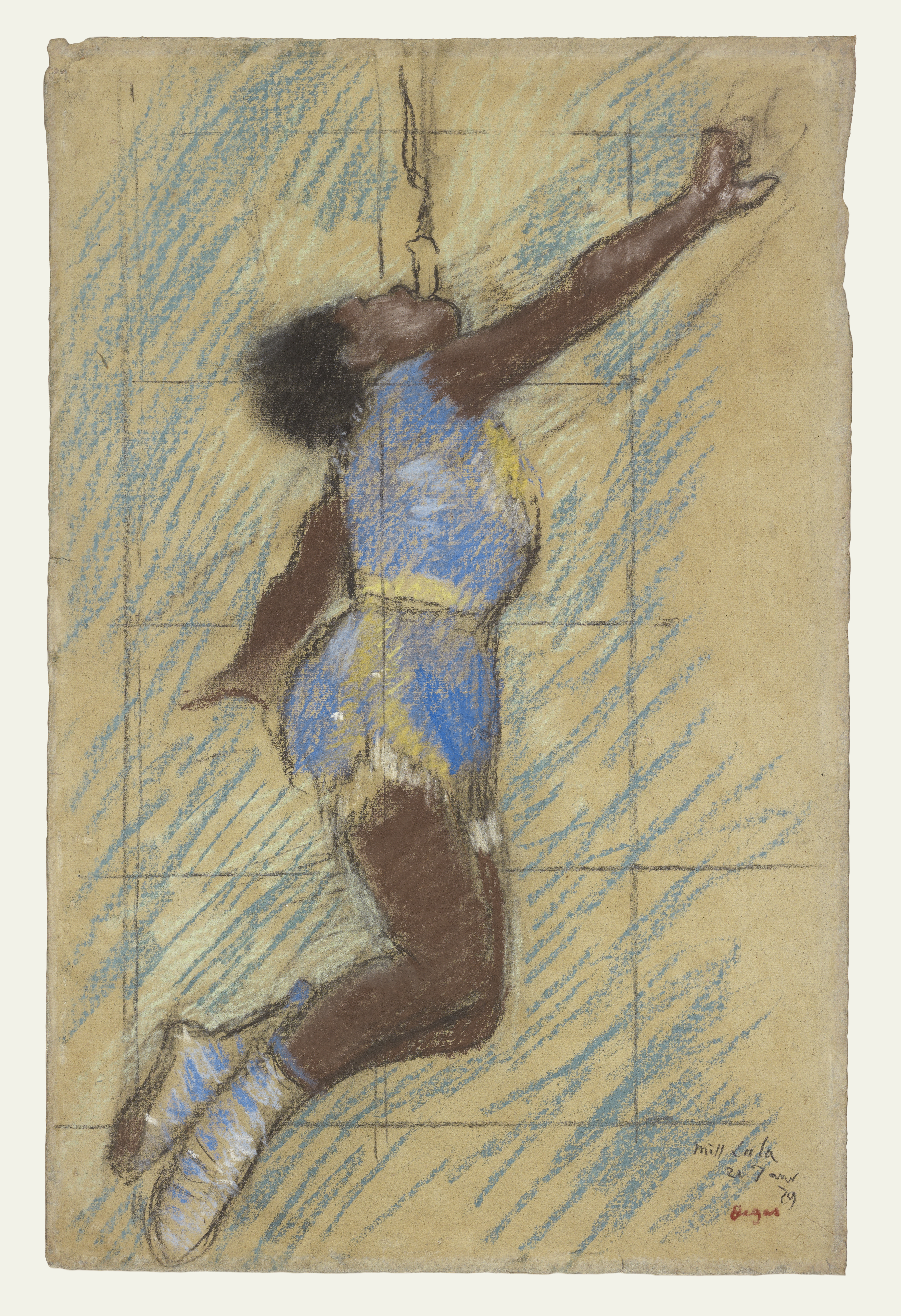
Pasteltekening van Lala
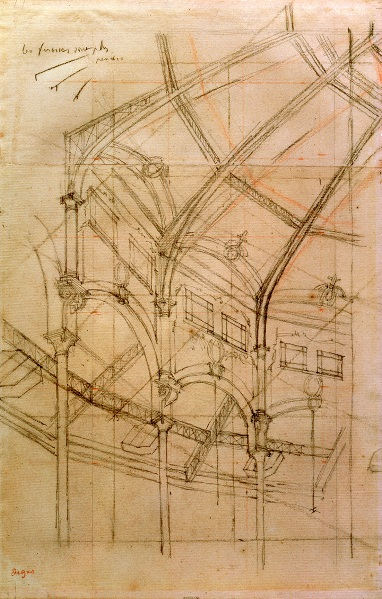
Studie van de koepel